# Rauf Denktaş
Rauf Denktaş (Pafos, 27 de gener de 1924 - Nicòsia, 13 de gener de 2012) era un líder turc-xipriota i president de l'autoproclamada República Turca de Xipre del Nord (en turc: Kuzey Kıbrıs Türk Cumhuriyeti - KKTC). Ha experimentat de primera mà, els moments més definitoris de la història moderna xipriota que han modelat les relacions turc i greco-xipriotes.
Es va convertir en president de la República Turca de Xipre del Nord el 1983. No obstant això, aquest polític va començar a representar la seva comunitat el 1948, durant el Govern Colonial Britànic, quan va ser elegit per al Comitè Consultiu per aconseguir la independència.
Va néixer a Baf (Pafos), Xipre, el 1924. Va estar casat amb Aydın Münir el 1949. Va tenir dues filles i dos fills (un mort en un accident).

## Educació
- Advocat. Va estudiar a Lincoln's Inn, Londres.

## Carreras
- 1942-1943: Mestre.
- 1947-1949: Advocat.
- 1948: Membre de l'Assemblea Consultiva per a la recerca d'autogovern de Xipre i membre del Comitè d'Afers Turcs.
- 1949-1957: Integrant del "Crown Counsel to the Attorney-General"s Office, Crown Counsel" i "Solicitor-General".

Després de la seva educació en Londres, va tornar Xipre per exercir com a advocat. Durant el seu acompliment com a procurador, durant la lluita dels Greco-Xipriotes darrere de la independència durant els 50 ', va realitzar acusacions contra diversos combatents de la EOKA, que van ser processats.
"A l'inici, nosaltres vam pensar que era activitat discriminar que podia ser reprimida. Només va ser més tard que ens vam adonar que Grècia estava darrere."
- 1957: Cap de l'Associació Turc - Xipriota.
- 1958: Participa de l'Assemblea General de Nacions Unides en nom dels Turc - xipriotes.
- 1958: Assessora el Govern Turc sobre els drets dels Turc-Xipriotes durant la preparació de l'Acord de Zuric al desembre de 1958.
- Febrer de 1959: Líder de la delegació Turc - xipriota per a la Conferència de Londres on es va establir un estat bi-comunal garantit per Turquia, Grècia i Gran Bretanya.
- 1959-1960: Encapçala la delegació Turc - xipriota al comitè redactor de la Constitució Xipriota.
- 1960: Electe President de la Cambra Comunal Turc - xipriota.
- 1964-1968: Proscrit per quatre anys després del col·lapse del govern Inter-comunal.
- 1968: Assumeix el càrrec de President de la càmera comunal Turca i vicepresident de l'Administració Turc-xipriota.
- 1968 - 1974: Interlocutor en les converses intercomunals.
- 1970: Reelegit president de la Cambra Comunal Turc - xipriota.
- 1973: Escollit Vicepresident de la República i President de l'Administració Turc-xipriota.
- 1975: Forma el Partit Nacional d'Unitat
- 1976: Elegit President de l'Estat Turc Federat de Xipre (Kıbrıs Türk Federe Devleti en turc)
- 1985: Elegit President de la República Turca del Nord de Xipre.
- 1990: Reelegit
- 1995: Reelegit
- 2000: Reelegit.
- 2005: Deixa el càrrec i és succeït per Mehmet Ali Talat.
- 2012: Mor a l'edat de 87 anys en un hospital de Nicòsia, Xipre del Nord, dues setmanes abans del seu 88 aniversari.

## Publicacions
- Secrets de Felicitat, (Turc), Lefkosa (Nicòsia), 1941.
- Infern sense Foc, (Turc), Lefkosa (Nicòsia), 1944.
- Casos Criminals, Lefkosa (Nicòsia), 1954.
- Un Manual de Casos Criminals, Lefkosa (Nicòsia), 1955.
- Cinc per les Onze, (Turc), Lefkosa (Nicòsia), 1964.
- El Problema de Xipre, Lefkosa (Nicòsia), 1968.
- El Pla Akritas, Lefkosa (Nicòsia), 1968.
- Un Curt Dicurso sobre Xipre, Lefkosa (Nicòsia), 1972.
- El Problema Xipriota, Lefkosa (Nicòsia), 1974.
- Diàleg amb la Joventut, (Turkish), Lefkosa (Nicòsia), 1981.
- El Triangle Xipriota, Lefkosa (Nicòsia), 1982.
- La Dona i el Món, (Turc), Lefkosa (Nicòsia), 1985.
- Per als Matins, (Turc), Lefkosa (Nicòsia), 1986.
- El problema Xipriota (23er any), Lefkosa (Nicòsia), 1986.
- Discursos de Nacions Unides Sobre Xipre, Lefkosa (Nicòsia), 1986.
- Xipre, una Acusació i Defensa, Lefkosa (Nicòsia), 1987.
- Ataturk, Religion i Secularisme, (Turc), Lefkosa (Nicòsia), 1989.
- El Triangle Xipriota (segona i ampliada edició), Lefkosa (Nicòsia), 1989.
- Un Repte sobre Xipre, Lefkosa (Nicòsia), 1990.
- Denktash com Fotògraf, Imatges des del Nord de Xipre, Lefkosa (Nicòsia), 1991.
- El Problema Xipriota i el Remei, Lefkosa (Nicòsia), 1992.
- Els primers Sis Mesos, (Turc), Lefkosa (Nicòsia), 1993.
- Aquells Dies, (Turc), Lefkosa (Nicòsia), 1993.

## Graus
- PhD Honorari, Universitat Tècnica de l'Orient (Ortadoğu Teknik Üniversitesi), Ankara, 1984.
- Doctor Honorari en lleis de la Southern University, Washington D. C., 1989.
- PhD Honorari en Ciències Polítiques de la Universitat de la Mediterrània Oriental, República Turca de Xipre del Nord, 1990.
- PhD honorari sobre Desenvolupament Econòmic i Relacions Internacionals de la Universitat Tècnica del Mar Negre (Karadeniz Teknik Üniversitesi), 10 de maig de 1991.